# ガキの頃のように
「ガキの頃のように」（ガキのころのように）は 、堀内孝雄が発表した15作目のシングル。

## 概要
- 第39回NHK紅白歌合戦に初出場した。
- テレビ朝日の『はぐれ刑事純情派』の初代主題歌。

## 収録曲
- 両作詞：荒木とよひさ／作曲：堀内孝雄／編曲：川村栄二

1. ガキの頃のように
2. 時を止めて眠るまでは

## カバー
- 藤田まこと（2004年、アルバム『はぐれ刑事純情派 主題歌セレクション』[1]収録）